# Basil King
William Benjamin Basil King, född 26 februari 1859, död 22 juni 1928, var en kanadensisk författare.
Basil King verkade efter universitetsstudier som präst i den episkopala kyrkan i USA, debuterade 1900 som författare och slog igenom med den anonymt utgivna romanen The inner shrine (1909). Han levde en tid i Storbritannien, där han påverkad av Arthur Conan Doyle och Oliver Joseph Lodge blev spiritist. Av Kings på sin tid mycket uppskattade, vanligen starkt didaktiskt hållna romaner märks The giant's strenght (1907, svensk översättning 1912), The wild olive (1910), The street called straight (1912), The way home (1913), The side of the angels (1916, svensk översättning 1918), The lifted veil (1919) och The happy isles (1923, svensk översättning 1929). Postumt utkom Adventures in religion (1929) och Satan as lightning (1929).